# Tour Alto
La Tour Alto è un grattacielo situato nel quartiere finanziario della Défense, a Courbevoie, comune alla periferia di Parigi.
Misura 160 m dalla strada e 150 m dalla lastra di La Défense solo sulla sua facciata orientale per un totale di 38 piani. La sua forma arrotondata si allarga gradualmente verso l'alto e prolunga la sua tenuta nello spazio di uno sfasamento di 12 cm verso l'esterno della trave di bordo, su ogni piano. Grazie a questa singolare forma, la superficie dei livelli va da 700 mq ai piedi della Torre a 1.500 mq in alto.
I lavori sono iniziati a settembre 2016 per la consegna prevista per il 2020.